# Sophia Lorenová
Sophia Lorenová, nepřechýleně Loren, rodným jménem Sofia Costanza Brigida Villani Scicolone (* 20. září 1934 Řím) je italská filmová herečka, která se v 60. letech 20. století stala hvězdou světové kinematografie, stejně tak byla považována za sexuální symbol.
V roce 1996 obdržela Řád zásluh o Italskou republiku (OMRI), a sice jeho druhý nejvyšší stupeň (z pěti) s titulem Rytíř velkokříže (Cavaliere di Grand Croce). Od roku 1991 je také nositelkou francouzského Řádu čestné legie.
Přestože se v roce 1966 rozhodla získat francouzské občanství, aby se mohli ona a filmový producent Carlo Ponti legálně po jeho rozvodu vzít, pro svět filmových fanoušků se stala symbolem italského filmu. V roce 1960 získala Oskara za svou roli v De Sicově filmu Horalka. Jejím nejčastějším filmovým partnerem byl známý italský herec Marcello Mastroianni. V roce 1991 také obdržela Oscara za celoživotní herecké dílo.

## Životopis

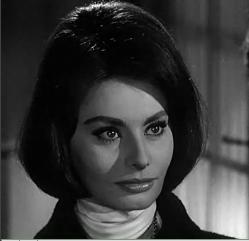
Sophia Lorenová, Nůž v ráně (1962)

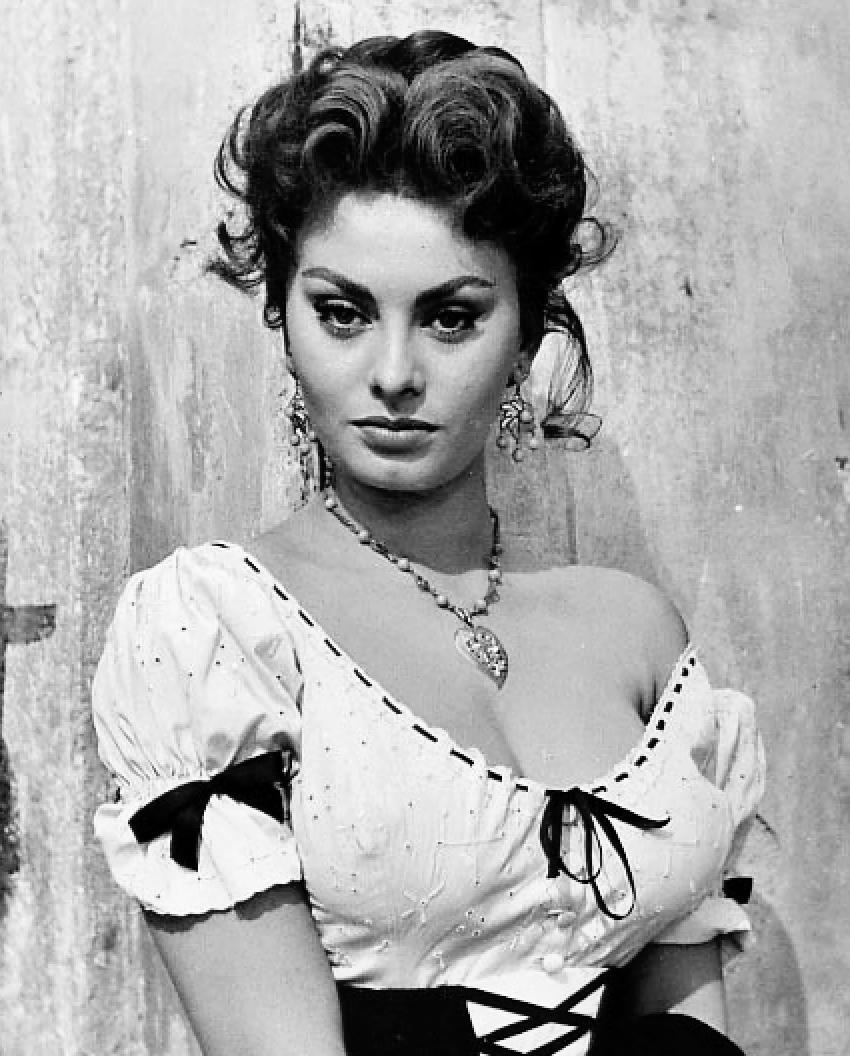
Sophia Lorenová ve filmu Krásná mlynářka z roku 1955

### Dětství
Sophia Villani Scicolone se narodila jako nemanželské dítě 20. září 1934 v Římě. Její matkou byla Romilda Villani (1910–1991), učitelka hry na klavír a příležitostná filmová herečka. Otec Riccardo Scicolone byl stavební inženýr urozeného původu. Dceru Sophii sice uznal za vlastní, ale s její matkou se odmítl oženit. K tomu napsala Loren ve své autobiografii, že je oprávněna nazývat se markýzou z Licata Scicolone Murillo. Romilda Villani zůstala s dcerou bez dostatečného finančního zajištění. Sofia Villani, jak se tehdy jmenovala, se s otcem setkala třikrát, když jí bylo pět let, poté v sedmnácti letech a v roce 1976, když umíral a kdy mu odpustila, ale nezapomněla mu, že opustil matku. Její rodiče spolu měli ještě jednu dceru. Její sestra Maria se narodila v roce 1938. Jako dospělá se provdala za Romana Mussoliniho, čtvrtého syna bývalého italského diktátora Benita Mussoliniho. Měla také dva nevlastní bratry z otcovy strany, jménem Giuliano a Giuseppe Scicolone. Romilda, Sofia a Maria žily u babičky v Pozzuoli poblíž Neapole.
Během 2. světové války bylo pobřeží a muniční továrna v Pozzuoli často bombardováno spojenci. Během jednoho z náletů, když se Sofia se sestrou běžely ukrýt do krytu, ji trefila střepina a zranila na bradě. Poté se rodina přestěhovala do Neapole k příbuzným. Po válce se Sofia s rodinou vrátila do Pozzuoli. Její babička Luisa udělala z obývacího pokoje hospodu a prodávala domácí třešňový likér. Její matka Romilda hrála na piano, sestra Maria zpívala a Sophia obsluhovala stoly a myla nádobí.
Stala se terčem posměchu nejen kvůli svému nemanželskému původu, ale i kvůli nezvykle vysoké, vyhublé postavě (měla přezdívku „Párátko“). Před světem utíkala do biografu, kde dokázala prosedět celý den. Toužila se stát herečkou, ale nejen kvůli slávě a bohatství, nýbrž aby mohla projevovat emoce a realizovat se tvůrčím způsobem.

### Kariéra

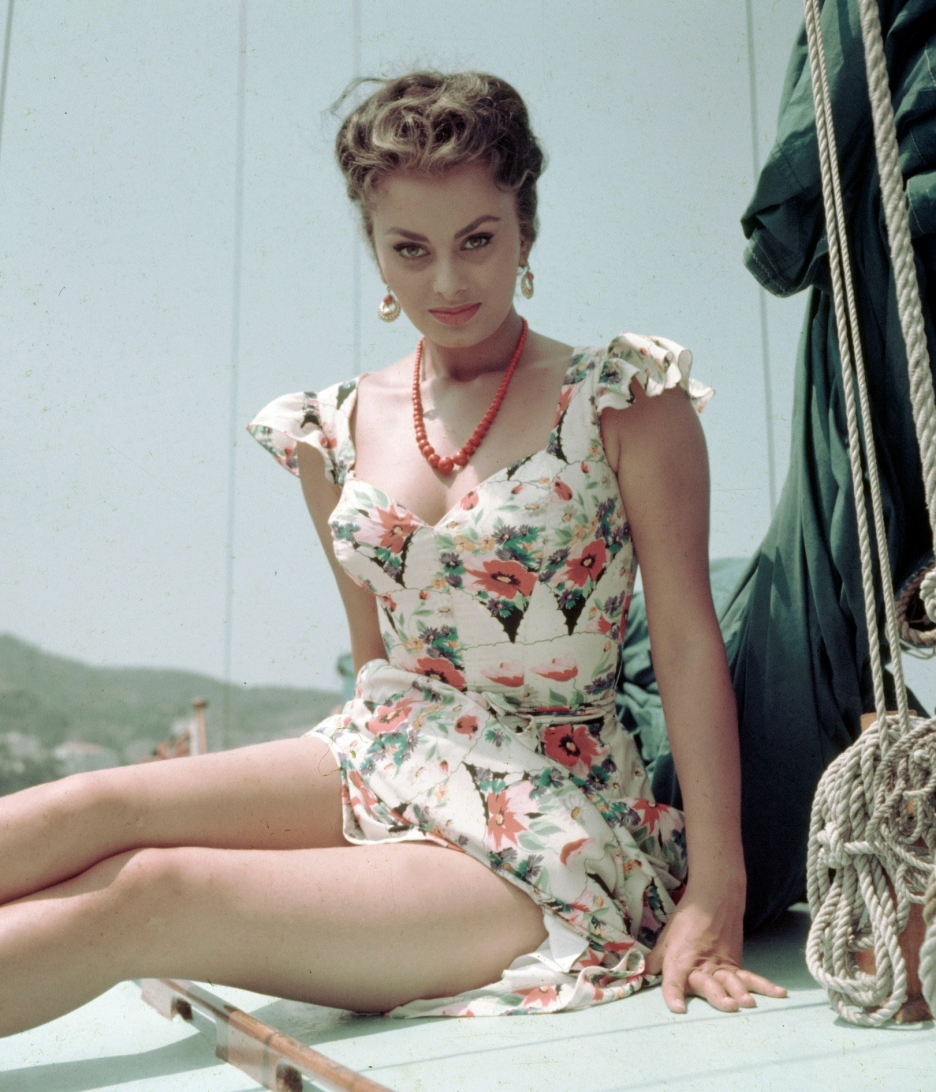
21letá Sophia Lorenová v době natáčení filmu Chléb, láska a…

Ve čtrnácti letech byla vybrána v soutěži krásy mezi 12 „princezen moře“. Součástí ocenění byla také jízdenka na vlak do Říma. Tam brzy na to odjela s matkou, aby měla příležitost dostat se k filmu. Ve svých 16 letech hrála jednu z otrokyň ve velkofilmu Quo Vadis (1951). V Římě zůstala i po dokončení filmu, ale nebylo vůbec jednoduché najít si živobytí. Kromě drobných příležitostí u filmu, pracovala jako modelka pro časopisy. Vedle klasické reklamní fotografie se velmi vítaným příjmem stala práce pro tehdejší fotoromány. To byl v poválečné Itálii velice populární formát publikace. Jednalo se vlastně o fotografický komiks, kde byly za sebou v sekvenci kladené fotografie scén a do komiksových bublin umístěny dialogy aktérů. Ve svých vzpomínkách herečka vděčně zmiňuje tuto práci jako důležitou příležitost k procvičení herectví. Při této příležitosti také dostala své první umělecké jméno: Sophia Lazzaro. Jméno bylo inspirováno její nevšední krásou, která podobně jako v biblickém příběhu podle producentů mohla křísit mrtvé. Měla v tomto uměleckém formátu nevídaný úspěch, a proto se 5. dubna 1953, ve chvíli loučení s fanoušky, objevila na titulní straně časopisu Sogno její fotografie spolu s textem: „Nezapomenutelná představitelka mnoha a mnoha fotopříběhů se nechala zlákat k filmu. Sofia ale nikdy na čtenáře Sogno magazínu nezapomene a posílá jim své nejvroucnější sbohem.“
V rámci snahy o uplatnění v Římě se účastnila také řady soutěží krásy. Problém byl v tom, že dle jejích vzpomínek uváděla porotu často svou zvláštní charakteristickou tváří do rozpaků. Velký nos, výrazné rty, to všechno dohromady ohromovalo, ale zároveň jaksi nezapadalo do správných šablon. Proto vlastně nikdy nezvítězila, ale často se umísťovala jako druhá a nebo získala speciální cenu poroty. V soutěži Miss Řím, kde skončila opět druhá, si jí všiml o 20 let starší producent Carlo Ponti. Byl její osobností uhranutý, ale zároveň zrazovaný kameramany, kteří ji na zkouškách zpočátku považovali za nevhodnou pro kameru. Carlo jí dokonce decentně naznačil možnost plastické operace kvůli jejímu velkému nosu, ale o tom nechtěla herečka, hrdá na svůj přirozený zjev, ani slyšet. Nakonec Ponti uvěřil v její talent a pomohl jí získávat menší role.
Často byl problém najít pro Sophii Loren (již druhý pseudonym, zvolený kvůli západnímu publiku) vhodnou roli, protože zcela odpovídala představám o italské ženě. V Hollywoodu nechtěla hrát podřadné role. Po natočení filmu Pýcha a vášeň s Cary Grantem a Frankem Sinatrou se jí dostalo skutečně velkých rolí. Také zde natočila snímek Houseboat s Cary Grantem a získala dobré kontakty i přátelství. Jedním z jejích přátel se stal Grant, který jí nabízel i manželství. I když s ním měla aféru, odmítla jeho nabídku, protože věřila v budoucnost vztahu s Carlem Pontim. Ten byl však ženatý a italské právo neumožňovalo tehdy kvůli odporu římskokatolické církve legální rozvod. Byla to Pontiho první manželka Giuliana Fiastri, která později navrhla, aby si všichni tři změnili občanství na francouzské a ve Francii se Ponti s ní legálně rozvedl. Ponti se pak oženil s Lorenovou.
Mezi její přínosy světové kinematografii patří mnoho filmů režiséra Vittoria de Sicy, za jehož Horalku získala v roce 1962 Oscara jako herečka v hlavní roli (první v neanglicky mluveném filmu).
Dále hrála v filmech s Marcellem Mastroiannim (např. Manželství po italsku, Včera, dnes, zítra, Slunečnice, objevila se i po boku Clarka Gablea, Paula Newmana, Petera O'Toola, Richarda Burtona, Marlona Branda nebo Gregoryho Pecka. Hrála také v posledním filmu Charlieho Chaplina Hraběnka z Hongkongu, během jehož natáčení se spřátelili. Ačkoli neměla žádné herecké vzdělání, byla to právě její přirozená živočišnost, kterou režiséři i diváci vyhledávali.

## Soukromí

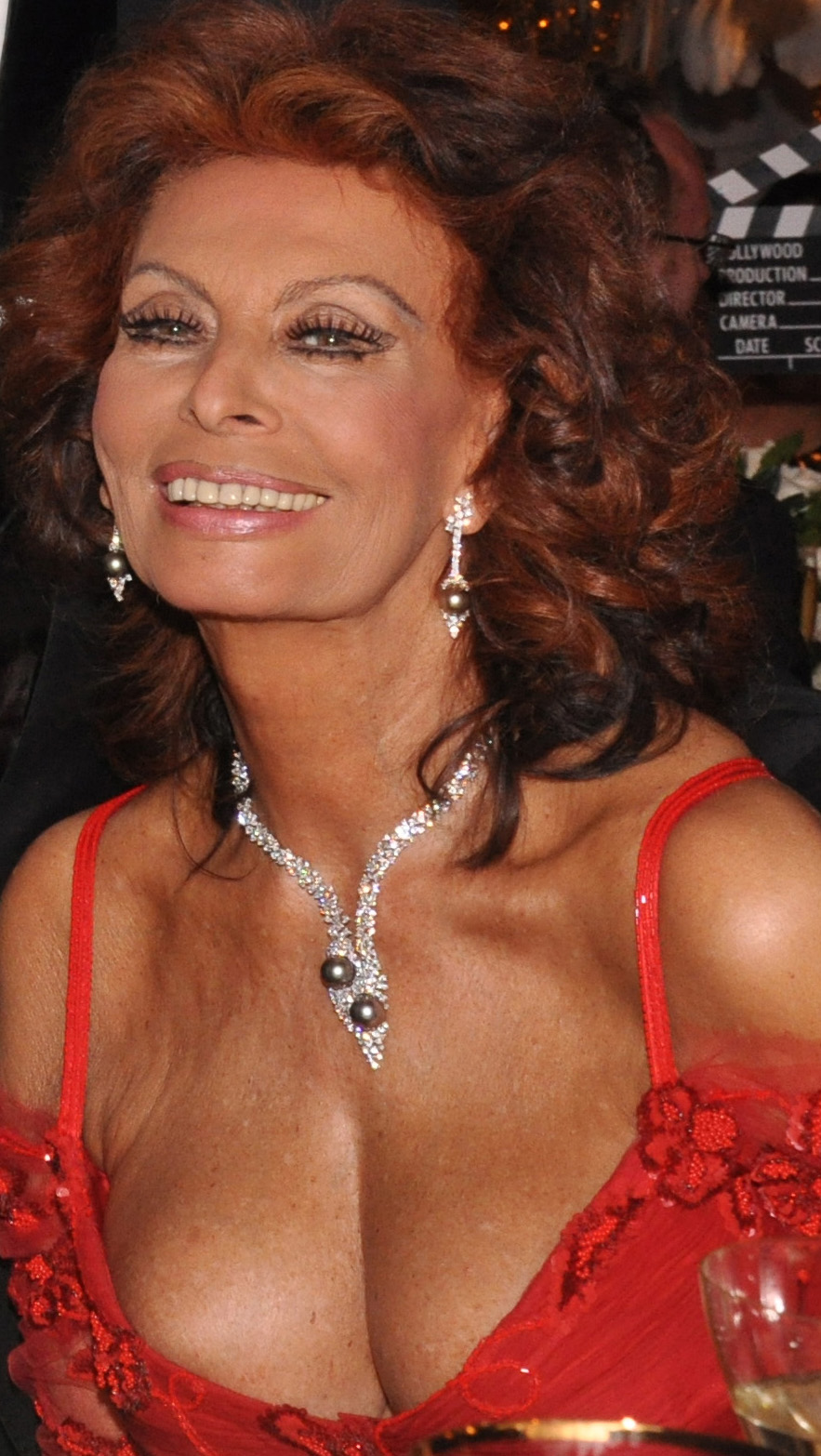
Sophia Lorenová, Londýn, 2009

Je vdovou po italském filmovém magnátovi Carlu Pontim (1912–2007), který působil jako producent v italském filmu. Zažili společně hned dvě svatby. První svatba v září 1957 byla anulována kvůli nezapsanému rozvodu Carla Pontiho s jeho předchozí ženou. Podruhé byli řádně sezdáni 9. dubna 1966.
Bolestnou ránou do soukromého života byly dva potraty, které prodělala, než se jí narodili synové Carlo (nar. 1968) a Edoardo (nar. 1973).
Je tetou italské političky Alessandry Mussoliniové – Sophiina sestra Anna Maria si vzala Romana Mussoliniho, nejmladšího syna diktátora Benita Mussoliniho.
Žije v Kalifornii, po smrti Pontiho sama, a herectví se nevěnuje, i když společenských akcí se občas účastní. I přes svůj vysoký věk se stala titulní tváří kalendáře Pirelli na rok 2007.
V roce 2016 získala čestné občanství Neapole, a jak sama říká „V Římě jsem se narodila náhodou. Vždy jsem se považovala za Neapolitánku.“

## Filmografie (výběr)
- 1950 Il voto (režie Mario Bonnard)
- 1951 Io sono il capataz (režie Giorgio Simonelli)
- 1951 Milano miliardaria (režie Marino Girolami, Vittorio Metz, Marcello Marchesi)
- 1951 Quo Vadis (režie Mervyn LeRoy)
- 1951 Il mago per forza (režie Marino Girolami, Vittorio Metz, Marcello Marchesi)
- 1951 Il padrone del vapore (režie Mario Mattoli)
- 1951 Anna (režie Alberto Lattuada)
- 1952 La favorita (režie Cesare Barlacchi)
- 1953 Aida (režie Clemente Fracassi)
- 1954 Il paese dei campanelli (režie Jean Boyer)
- 1954 Due notti con Cleopatra (režie Mario Mattoli)
- 1954 Naše časy (v originále Tempi nostri), (režie Alessandro Blasetti)
- 1954 Bída a vznešenost (v originále Miseria e nobiltà), režie (Mario Mattoli)
- 1954 Neapolský kolotoč (v originále Carosello napoletano), (režie Ettore Giannini)
- 1954 Pellegrini d'amore (režie Andrea Forzano)
- 1954 Zlato Neapole (v originále L'oro di Napoli), (režie Vittorio De Sica)
- 1954 Attila (režie Pietro Francisci)
- 1954 Škoda, žes taková potvora (v originále Peccato che sia una canaglia), (režie Alessandro Blasetti)
- 1954 La donna del fiume (režie Mario Soldati)
- 1955 Ve znamení Venuše (v originále Il Segno di Venere), (režie Dino Risi)
- 1955 Krásná mlynářka (v originále La Bella mugnaia), (režie Mario Camerini)
- 1955 Chléb, láska a ... (v originále Pane, amore e .....), (režie Dino Risi)
- 1956 Štěstí být ženou (v originále La Chance d'être femme), (režie Alessandro Blasetti)
- 1957 Boy on a Dolphin (režie Jean Negulesco)
- 1957 Pýcha a vášeň (v originále The Pride and the Passion), (režie Stanley Kramer)
- 1957 Legenda o ztraceném (v originále Legend of the Lost), (režie Henry Hathaway)
- 1958 Farma pod jilmy (v originále Desire Under the Elms), (režie Delbert Mann)
- 1958 Klíč (v originále The Key), (režie Carol Reed)
- 1958 The Black Orchid (režie Martin Ritt)
- 1958 Romance na řece (v originále Houseboat), (režie Melville Shavelson)
- 1959 That Kind of Woman (režie Sidney Lumet)
- 1960 Ďáblice v růžovém trikotu (v originále Heller in Pink Tights), (režie George Cukor)
- 1960 Přídech skandálu (v originále A Breath of Scandal), (režie Michael Curtiz)
- 1960 Začalo to v Neapoli (v originále It Started in Naples), (režie Melville Shavelson)
- 1960 The Millionairess (režie Anthony Asquith)
- 1960 Horalka (v originále La ciociara), (režie Vittorio De Sica)
- 1961 Cid (v originále El Cid), (režie Anthony Mann)
- 1961 Madame Sans-Gene (v originále Madame Sans-Gęne), (režie Christian-Jaque)
- 1962 Boccaccio '70 (režie Mario Monicelli, Vittorio De Sica, Federico Fellini a Luchino Visconti)
- 1962 Vězňové z Altony (v originále I sequestrati di Altona), (režie Vittorio De Sica)
- 1962 Nůž v ráně (v originále Le Couteau dans la plaie), (režie Anatole Litvak)
- 1963 Včera, dnes a zítra (v originále Ieri, oggi, domani), (režie Vittorio De Sica)
- 1964 Pád říše římské (v originále The Fall of the Roman Empire), (režie Anthony Mann)
- 1964 Manželství po italsku (v originále Matrimonio all'italiana), (režie Vittorio De Sica)
- 1965 Operace Crossbow (v originále Operation Crossbow), (režie Michael Anderson)
- 1965 Lady L (režie Peter Ustinov)
- 1966 Judith (režie Daniel Mann a Oswald Döpke)
- 1966 Arabeska (v originále Arabesque), (režie Stanley Donen)
- 1967 Hraběnka z Hongkongu (v originále A Countess from Hong Kong), (režie Charlie Chaplin)
- 1967 Byl jednou jeden (v originále C'era una volta...), (režie Francesco Rosi)
- 1970 Slunečnice (v originále I girasoli), (režie Vittorio De Sica)
- 1971 Knězova manželka (v originále La moglie del prete), (režie Dino Risi)
- 1971 Mortadela (v originále La mortadella), (režie Mario Monicelli)
- 1972 Muž jménem La Mancha (v originále L'uomo della Mancha), (režie Arthur Hiller)
- 1974 Verdikt (v originále Verdict), (režie André Cayatte)
- 1975 Gangsterova milenka (v originále La pupa del gangster), (režie Giorgio Capitani)
- 1976 Přejezd Kassandra (v originále The Cassandra Crossing), (režie George P. Cosmatos)
- 1977 Zvláštní den (v originále Una giornata particolare), (režie Ettore Scola)
- 1978 Angela (režie Boris Sagal)
- 1978 Mosazný terč (v originále Una giornata particolare), (režie John Hough)
- 1979 Palebná síla (v originále Una giornata particolare), (režie Michael Winner)
- 1984 Světlo pro mého syna (v originále Qualcosa di biondo), (režie Maurizio Ponzi)
- 1990 Sobota, neděle, pondělí (v originále Sabato, domenica e lunedì), (režie Lina Wertmüller)
- 1995 Dej si pohov kámoši 2 (v originále Grumpier Old Men), (režie Howard Deutch)
- 2002 Mezi cizinci (v originále Between Strangers), (režie Edoardo Ponti)
- 2004 Plněné papriky (v originále Peperoni ripieni e pesci in faccia), (režie Lina Wertmüller)
- 2009 Nine (režie Rob Marshall)
- 2014 Lidský hlas (v originále La voce umana), (režie Edoardo Ponti)
- 2020 Život před sebou (v originále La vita davanti a sé), (režie Edoardo Ponti)